# 地底人
地底人（ちていじん）とは、地下の空間に生息する人間以外の人類的生物のこと。多くのSF作品などに登場するほか、伝承にも登場するが、実在しているとは立証されていない。さらに、地下空間に造られた空間に住んでいる人のことを一概に地底人と呼ぶことはない。

## 概要
作品によって生態・世界観が異なる。
文明レベル、種族
原始人レベルの文化・生態に過ぎないものから、超科学を有するもの（超古代文明の末裔や、UFOを持つ宇宙人など）まで、様々である。
種族も人類に限らず、恐竜や翼竜が進化したものや、異星に由来を持つものなど、多種多様に渡る。
地底世界の大きさ、環境
大きさや環境も様々で、地球空洞説を採用した「惑星の中が、丸ごと空洞になっている」ものから、「大きい洞窟」サイズに過ぎないものまである。
太陽（あるいは、それに似た存在）があるかどうか、光源があるかないか、などの環境の違いにより、地底人の特性に差が生じている。
例
光源が存在しない場合、視力が低下している場合がある。
また、光が乏しい場合は、その光を得るために視力が発達している場合がある。
地上との関係
地上の存在を知っている場合と知らない場合に大別される。
地上の存在を知っている場合は、さらに、侵略を企んでいる場合と、不干渉を貫こうとする場合に大別される。
SFにおいては1ジャンルを築いたものの、整合性などの点から「時代遅れの設定になった」と言われることもある。

## 伝説上の存在
シャンバラ
チベットの伝説上の王国。
アガルタ
伝説上の都市。
アルザル
伝説上の都市。

## フィクション

### 小説
地底旅行（ジュール・ヴェルヌ、1864年）
アイスランドの火口から地底に侵入し、恐竜や原始的な人類と遭遇する。
タイム・マシン（ハーバート・ジョージ・ウェルズ、1895年）
未来世界（80万年後）の地底に、モーロックという種族が登場する。彼らは人類の子孫だが、獰猛な性格で、地上人エロイ（人類の子孫で、知性が低下している）を餌食にしている。
ペルシダー・シリーズ（エドガー・ライス・バローズ、1914年 - 1944年、1963年）
地球空洞説を採用。知的生命体は複数登場し、ペルシダー人（人類）のほか、ランフォリンクスから進化したマハール族が支配者として登場。
シェイバー・ミステリー（リチャード・S・シェイヴァー、1945年 - 1949年）
地底人種族デロ（太古の超科学種族の邪悪な末裔）が登場。超科学の遺産を用いて、様々な事故や天変地異、戦争などを引き起こしているという設定。詳細はリチャード・S・シェイヴァー#経歴と作品を参照。
六畳間の侵略者!?（2009年）
「大地の民」を自称する古代文明の地底人の末裔クラノ・キリハが主人公。

### 地球外天体の地底に生息している例
月のプリンセス（エドガー・ライス・バローズ、1926年）
月の内部に人類（月人）が生存。ペルシダーと違い、地上との出入り口（クレーター）は複数ある。また、科学レベルも高い。時代設定は2025年～2036年。
キャプテン・フューチャーシリーズ（エドモンド・ハミルトン）
以下の作品に登場。なお、当シリーズでは、太陽系の九惑星（冥王星含む）に、地球人に似た人類が生息している。
透明惑星危機一髪!（1941年）
天王星に、暗闇族と呼ばれる地底人が登場。現存する天王星人とは、同じ祖先を持つ、と（劇中で）思われている。
月世界の無法者（1942年）
月に生息する地底人が登場（絶滅したと思われていた月人の子孫）。

### 漫画・アニメ
サイボーグ009・地下帝国ヨミ編
漫画「地下帝国ヨミ編」（1966年）において、プワワーク人（人類）と、爬虫類から進化したザッタンが登場。アニメ『サイボーグ009 THE CYBORG SOLDIER』（2001年 - 2002年）にも登場した。
地底世界のターザン（1971年）
ゲッターロボ（1974年 - 1975年）
恐竜が進化したは虫人類による「恐竜帝国」が登場。
漫画（石川賢）版の続編『ゲッターロボ號』（1991年 - 1993年）、『ゲッターロボ アーク』（2001年 - 2003年）、及びOVA『真ゲッターロボ対ネオゲッターロボ』（2000年）にも登場。
グレートマジンガー（1974年 - 1975年）
古代ミケーネ人が地底に逃げ延びて造り上げたミケーネ帝国が、地上に侵攻してくる。アニメ『マジンガーZ』最終話、映画『マジンガーZ対暗黒大将軍』にも登場。
漫画（桜多吾作）版『UFOロボ グレンダイザー』にも登場。
地底人（1979年）
いしいひさいちの漫画。お座なりなデザインで登場。毎回地上征服をめざして進撃するも、常につまらない理由で失敗する。彼らの住む地底のさらに下には、「最底人」という、さらに情けない種族が存在する。
漫画『ののちゃん』にも少々出ており、TVアニメ版ではセミレギュラーキャラとして登場していた。
YAIBA（1988年 - 1993年）
日本沈没を目論む地底人が登場。
海底人類アンチョビー（1992年 - 1994年）
地底共和国カランバが登場。
みーたん（2005年 - 2009年）
全裸美少女姿の地底人・みーたんが主人公。
地底少年チャッピー（2006年）
プリプリちぃちゃん!!（2015年〜）
主人公の一人であるちぃちゃんをはじめ、丸くて可愛らしい外見の地底人たちが多数登場する。
マッドメン (漫画)（1975年 - 1982年）
パプア・ニューギニアに入口をもつ地底世界に住む「デマの民」が登場する。
妖怪ハンター
エピソード「黒い探求者」に地下に住む疑似生命「ヒルコ」が登場する。
ワンパンマン（2009年 - ）
地上を侵略する敵として登場する。土偶や縄文土器に似た歪な姿をしており、純粋な暴力で人類の根絶を目論む。

#### ドラえもん
ドラえもん のび太と竜の騎士（漫画、1986年 - 1987年。映画、1987年）
恐竜人（地底で生き残った恐竜が進化）が登場。
ドラえもん のび太の創世日記（漫画、1994年 - 1995年。映画、1995年）
のび太が「創世セット」で作り上げた地球に、昆虫人が登場（地下の大空洞に生息する昆虫から進化）。
異説クラブメンバーズバッジ（てんとう虫コミックス第23巻収録）
のび太とドラえもんは「異説クラブメンバーバッジとマイク」で地球空洞説の世界を作り、そこに「動物粘土」で作った地底人を住まわせた。

### アニメーション
ゴワッパー5 ゴーダム（1976年）
地球征服を目論む地底魔人が登場。
魔境伝説アクロバンチ（1982年）
謎の秘宝「クワスチカ」を探すゴブリン一族が登場。
勇者警察ジェイデッカー（1994年 - 1995年）
第14話・第15話に、地底に住む昆虫人間が登場。
ジーンダイバー（1994年 - 1995年）
バーチャル世界において、齧歯類エピガウルスから進化したプグラシュティクが登場。
天元突破グレンラガン（2007年）
獣人に追いやられた人類が、数百年に渡り地下で生活している。

### 特撮作品
ゴジラ対メガロ（1973年）
レムリア大陸が300万年前に沈んでできたという海底王国シートピアが登場。海底の表面ではなく、深度3000kmもの地下で平和に暮らしてきた。
ファイヤーマン（1973年）
主人公が地底大陸アバン出身。
仮面ライダーストロンガー（1975年）
秘密結社ブラックサタンの幹部で、地底王国の主であるタイタンが登場。
アクマイザー3（1975年 - 1976年）
地底世界ダウンワールドに住むアクマ族が登場。
仮面ライダーJ（1994年）
地空人が登場。
美少女戦麗舞パンシャーヌ 奥様はスーパーヒロイン!（2007年）
第6話に登場。

#### ウルトラシリーズ
ウルトラシリーズには、複数の種族が登場する。
ウルトラマン（1966年 - 1967年）
第22話「地上破壊工作」に登場。ウルトラマンの登場怪獣#凶悪地底怪人 地底人を参照。
帰ってきたウルトラマン（1971年 - 1972年）
第50話「地獄からの誘い」に登場。帰ってきたウルトラマンの登場怪獣#原始地底人 キング・ボックルを参照。
ウルトラマンA（1972年 - 1973年）
第5話「大蟻超獣対ウルトラ兄弟」に登場。ウルトラマンAの登場怪獣#地底エージェント ギロン人を参照。
第29話「ウルトラ6番目の弟」に登場。ウルトラマンAの登場怪獣#地底超人 アングラモンを参照。
ウルトラマン80（1980年 - 1981年）
第22話「惑星が並ぶ日 何かが起こる」に登場。ウルトラマン80の登場怪獣#女王 イーナス、ウルトラマン80の登場怪獣#地底人を参照。
ウルトラマンパワード（1993年 - 1994年）
第5話「闇からの使者（原題：The Dark Past）」に太陽の民が登場。
ウルトラマンマックス（2005年 - 2006年）
第38話「地上壊滅の序曲」、第39話（最終回）「つかみとれ！ 未来」に登場。ウルトラマンマックスの登場怪獣#地底文明 デロスを参照。
ウルトラマンギンガS（2014年）
全話を通して登場。ウルトラマンギンガS#地底の民・ビクトリアンを参照。
ウルトラマンX（2015年）
第3話「夜を呼ぶ歌」に地底女が登場。ウルトラマンの登場怪獣#『ウルトラマンX』に登場する地底女を参照。

#### スーパー戦隊シリーズ
スーパー戦隊シリーズにも、複数の種族が登場する。
科学戦隊ダイナマン（1983年 - 1984年）
地底にジャシンカ帝国を築いた有尾人が登場する。彼らは隕石に付着していた微生物が地下で独自の進化を遂げたもので、尻尾が多い者ほど身分が高いとされている。
光戦隊マスクマン（1987年 - 1988年）
地底帝国チューブが登場。
魔法戦隊マジレンジャー（2005年 - 2006年）
「地底冥府インフェルシア」と呼ばれる世界が登場。インフェルシアは冥府神を頂点に冥獣、冥獣人などの種族がおり、冥獣を除き人間のような知性を持つ。封印されているが、いわゆる「あの世」ではない。

### ゲーム
ファイナルファンタジーIV（1991年）
ファイナルファンタジーXI
地下を掘り進み、都市ごと地下を移動し続ける「モブリン」という種族が登場。
蓬萊学園の冒険!!（1991年、テーブルトークRPG）
氷期の中央アジアで栄えた超文明が滅びる際、地底世界「月光洞」へ避難した人類の子孫が登場。
スーパーロボット大戦シリーズ
『第2次スーパーロボット大戦』（1991年）以降、魔装機神サイバスターが登場。地球内部の空間に、魔法文明が発達したラ・ギアスが存在している。
MOTHER2 ギーグの逆襲（1994年）
地底大陸 / The Under World (Lost Underworld)
ミスタードリラーシリーズ（1999年 - ）
Gears of War（2006年）
ドラゴンクエストX（2012年）
電波人間のRPGシリーズ（2012年 ‐ ）
NPCとして登場。電波人間と共存する別の種族で、電波人間とは隣人のような関係。『初代』では大人の男性の個体しかいなかったが、『2』以降はバリエーションが増え女性や子供の個体も登場するようになった。『3』までははじまりの一族を除くほとんどがたどたどしい喋り方（地上訛り）で話すが、『FREE!』では全員が流暢に話している。

### その他
猿の惑星シリーズ（ジェイコブス作品）
未来の地球人はミュータント化して地底に住んでいる。
天才・たけしの元気が出るテレビ!!（日本テレビ、1986年）
半魚人が月島にカフェド半魚人をオープンした際、それをうらやんで登場、半魚人の仲裁でホームステイをしたほか、カフェド半魚人で地底人フェアを行った。
富士通（2006年）
CM『地底人』。岸部一徳が演じた。